# Chicago Marathon 1997
De Chicago Marathon 1997 vond plaats op 19 oktober 1997 in Chicago.
Bij de mannen won de Marokkaan Khalid Khannouchi in een tijd van 2:07.10. Het was de eerste overwinning op de marathon voor Khannouchi. Met zijn tijd vestigde hij tevens een nieuw wedstrijdrecord en een nieuw Marokkaans record op de marathon.
Bij de vrouwen won, net zoals in 1996, de Britse Marion Sutton in een tijd van 2:29.03.

## Uitslagen

### Mannen
| rang   | naam              | land | tijd    |
| ------ | ----------------- | ---- | ------- |
| Goud   | Khalid Khannouchi | MAR  | 2:07.10 |
| Zilver | Fred Kiprop       | KEN  | 2:08.19 |
| Brons  | Peter Ndirangu    | KEN  | 2:08.46 |
| 4      | Philip Chirchir   | KEN  | 2:08.56 |
| 5      | Patrick Muturi    | KEN  | 2:08.59 |
| 6      | Paul Evans        | GBR  | 2:09.20 |
| 7      | Jerry Lawson      | USA  | 2:09.35 |
| 8      | Silvio Guerra     | ECU  | 2:09.49 |
| 9      | Jon Brown         | GBR  | 2:10.13 |
| 10     | Todd Williams     | USA  | 2:11.17 |

### Vrouwen
| rang   | naam                  | land | tijd    |
| ------ | --------------------- | ---- | ------- |
| Goud   | Marian Sutton         | GBR  | 2:29.03 |
| Zilver | Gitte Karlshoj        | DEN  | 2:31.31 |
| Brons  | Irina Bogacheva       | KGZ  | 2:32.45 |
| 4      | Christine McNamara    | USA  | 2:33.08 |
| 5      | Yoshiko Yamamoto      | JPN  | 2:33.55 |
| 6      | Debbie Kilpatrick     | USA  | 2:35.05 |
| 7      | Elaine Van Blunk      | USA  | 2:35.49 |
| 8      | Stefanija Statkuvienė | LTU  | 2:36.52 |
| 9      | Ann Schaefers-Coles   | USA  | 2:38.25 |
| 10     | Lornah Kiplagat       | KEN  | 2:39.13 |

1977 ·
1978 ·
1979 ·
1980 ·
1981 ·
1982 ·
1983 ·
1984 ·
1985 ·
1986 ·
1987 ·
1988 ·
1989 ·
1990 ·
1991 ·
1992 ·
1993 ·
1994 ·
1995 ·
1996 ·
1997 ·
1998 ·
1999 ·
2000 ·
2001 ·
2002 ·
2003 ·
2004 ·
2005 ·
2006 ·
2007 ·
2008 ·
2009 ·
2010 ·
2011 ·
2012 ·
2013 · 
2014 · 
2015 · 
2016 · 
2017 · 
2018 · 
2019 · 
2021 · 
2022 · 
2023